# Hat Creek, Kalifornien
Hat Creek är en så kallad census-designated place i Shasta County i Kalifornien. Vid 2020 års folkräkning hade Hat Creek 266 invånare.